# Air Manas
Air Manas (Kirgizisch: Авиакомпания «Эйр Манас») is een Kirgizische lagekostenluchtvaartmaatschappij met haar thuisbasis in Bisjkek. Het Turkse Pegasus Airlines heeft een minderheidsparticipatie van 49%.

## Geschiedenis
Air Manas is opgericht in 2006.

## Diensten
Air Manas voert lijnvluchten uit tussen de volgende bestemmingen:
Binnenland
- Bisjkek, Osj.

Buitenland
- Ürümqi, Istanboel, Moskou, Tasjkent.

## Vloot
De vloot van Air Manas bestaat uit: (oktober 2019)
- 1 Boeing 737-400